# Olympische Sommerspiele 1996/Teilnehmer (Georgien)
| Gelbes Symbol für Goldmedaillen mit stilisierten Olympischen Ringen | Graues Symbol für Silbermedaillen mit stilisierten Olympischen Ringen | Braundes Symbol für Bronzemedaillen mit stilisierten Olympischen Ringen |
| ------------------------------------------------------------------- | --------------------------------------------------------------------- | ----------------------------------------------------------------------- |
| —                                                                   | —                                                                     | 2                                                                       |

Georgien nahm bei den Olympischen Sommerspielen 1996 in der US-amerikanischen Metropole Atlanta mit 34 Sportlern, 7 Frauen und 27 Männern, in 39 Wettbewerben in 13 Sportarten teil.
Es war die erste Teilnahme Georgiens bei Olympischen Sommerspielen.

## Flaggenträger
Der Boxer Giorgi Kandelaki trug die Flagge Georgiens während der Eröffnungsfeier am 19. Juli 1996 im Centennial Olympic Stadium.

## Medaillengewinner
Mit zwei gewonnenen Bronzemedaillen belegte das georgische Team Platz 68 im Medaillenspiegel.

### Bronze
- Eldari Luka Kurtanidse: Ringen, Leicht-Schwergewicht Freistil
- Soso Liparteliani: Judo, Halb-Mittelgewicht

## Teilnehmer
Jüngster Teilnehmer war der Wasserspringer Nino Kazarashvili mit 16 Jahren und 240 Tagen,  der älteste war der Segler Guram Biganischwili mit 46 Jahren und 65 Tagen.
| Name                           | Alter | Geschlecht | Sportart                   | Resultat(e) |
| ------------------------------ | ----- | ---------- | -------------------------- | --- |
| Ekaterina Abramia              | 16    | weiblich   | Rhythmische Sportgymnastik | Platz 25 im Einzel-Vorkampf |
| Maia Asaraschwili              | 32    | weiblich   | Leichtathletik             | Platz 6 im dritten Vorlauf über 200 Meter |
| Guram Biganischwili            | 46    | männlich   | Segeln                     | Platz 16 im Star |
| Wladimer Dgebuadse             | 23    | männlich   | Judo                       | Platz 9 im Leichtgewicht |
| Gotscha Gacharia               | 22    | männlich   | Wasserspringen             | Platz 34 vom Turm |
| Ilia Giorgadse                 | 18    | männlich   | Turnen                     | Platz 25 im Einzel-Mehrkampf; Platz 28 in der Boden-Qualifikation; Platz 81 in der Pferdsprung-Qualifikation; Platz 57 in der Barren-Qualifikation; Platz 78 in der Reck-Qualifikation; Platz 65 in der Ringe-Qualifikation; Platz 42 in der Seitpferd-Qualifikation |
| Bakur Gogitidse                | 22    | männlich   | Ringen                     | Platz 14 im Schwergewicht griechisch-römisch |
| Koba Gogoladse                 | 23    | männlich   | Boxen                      | Platz 5 im Leichtgewicht |
| Awtandil Gogolischwili         | 32    | männlich   | Ringen                     | Platz 10 im Mittelgewicht Freistil |
| Vladimir Gruzdev               | 44    | männlich   | Segeln                     | Platz 16 im Star |
| Koba Guliaschwili              | 28    | männlich   | Ringen                     | Platz 4 im Federgewicht griechisch-römisch |
| Wachtang Iagoraschwili         | 32    | männlich   | Moderner Fünfkampf         | Platz 20 im Einzel |
| Tamas Imnaischwili             | 41    | männlich   | Schießsport                | Platz 9 im Skeet |
| Akaki Kakauridse               | 24    | männlich   | Boxen                      | Platz 9 im Mittelgewicht |
| Giorgi Kandelaki               | 25    | männlich   | Boxen                      | Platz 5 im Schwergewicht |
| Nino Kazarashvili              | 16    | weiblich   | Wasserspringen             | Platz 28 vom Brett |
| Eldari Luka Kurtanidse         | 24    | männlich   | Ringen                     | Bronze im Leicht-Schwergewicht Freistil |
| Khatuna Lorig                  | 22    | weiblich   | Bogenschießen              | Platz 49 im Einzel |
| Soso Liparteliani              | 25    | männlich   | Judo                       | Bronze im Halb-Mittelgewicht |
| Mewlud Lobschanidse            | 27    | männlich   | Judo                       | Platz 17 im Halb-Schwergewicht |
| Artschil Lortkipanidse         | 26    | männlich   | Fechten                    | Platz 36 im Säbel-Einzel |
| Nino Luarsabischwili-Utschadse | 31    | weiblich   | Schießsport                | Platz 36 mit der Luftpistole; Platz 25 mit der Sportpistole |
| Tariel Melelaschwili           | 20    | männlich   | Ringen                     | Platz 20 im Leichtgewicht griechisch-römisch |
| Tengis Meschadse               | 27    | männlich   | Boxen                      | Platz 17 im Weltergewicht |
| Bidsina Mikiaschwili           | 28    | männlich   | Gewichtheben               | Platz 9 im Leicht-Schwergewicht |
| Gela Papaschwili               | 27    | männlich   | Ringen                     | Platz 6 im Leicht-Fliegengewicht griechisch-römisch |
| Giorgi Revazishvili            | 21    | männlich   | Judo                       | Platz 7 im Halb-Leichtgewicht |
| Nino Salukwadse                | 27    | weiblich   | Schießsport                | Platz 5 mit der Luftpistole; Platz 7 mit der Sportpistole |
| Sasa Tqeschelaschwili          | 31    | männlich   | Ringen                     | Platz 13 im Schwergewicht Freistil |
| Giorgi Zmindaschwili           | 20    | männlich   | Judo                       | Platz 21 im Mittelgewicht |
| Sasa Turmanidse                | 31    | männlich   | Ringen                     | Platz 10 im Superschwergewicht Freistil |
| Elvira Urusova                 | 28    | weiblich   | Leichtathletik             | Platz 17 in der Kugelstoß-Qualifikation |
| Bessik Wardselaschwili         | 19    | männlich   | Boxen                      | Platz 17 im Leicht-Weltergewicht |
| Giorgi Wasagaschwili           | 22    | männlich   | Judo                       | Platz 7 im Extraleichtgewicht |